# Fabio Babini
Fabio Babini (ur. 3 listopada 1969 w Faenzy) – włoski kierowca wyścigowy.

## Kariera
Babini rozpoczął karierę w międzynarodowych wyścigach samochodowych w 1990 roku od startów we Włoskiej Formule 3. Z dorobkiem jednego punktu został sklasyfikowany na 21 pozycji w klasyfikacji generalnej. W późniejszych latach Włoch pojawiał się także w stawce Rosyjskiej Formuły 3, FIA GT Championship, Grand American Sports Car Series, French GT Championship, 24-godzinnego wyścigu Le Mans, American Le Mans Series, Le Mans Endurance Series, Le Mans Series, Grand American Rolex Series, Lamborghini Blancpain Super Trofeo, Italian GT Championship, International GT Open, 6 Hours of Rome, Asian Le Mans Series, Blancpain Endurance Series oraz European Le Mans Series.

## Wyniki w 24h Le Mans
| Rok  | Zespół                  | Partnerzy                           | Samochód              | Klasa | Okr. | Poz. | Klasa Pos. |
| ---- | ----------------------- | ----------------------------------- | --------------------- | ----- | ---- | ---- | ---------- |
| 2000 | Haberthur Racing        | Gabrio Rosa Michele Ligonnet        | Porsche 911 GT3-R     | GT    | 310  | NU   | NU         |
| 2001 | Seikel Motorsport       | Gabrio Rosa Luca Drudi              | Porsche 911 GT3-RS    | GT    | 283  | 6    | 1          |
| 2003 | JMB Racing              | David Terrien Fabrizio de Simone    | Ferrari 360 Modena GT | GT    | 273  | 25   | 7          |
| 2006 | BMS Scuderia Italia     | Fabrizio Gollin Christian Pescatori | Aston Martin DBR9     | GT1   | 3    | NU   | NU         |
| 2007 | Aston Martin Racing BMS | Jamie Davies Matteo Malucelli       | Aston Martin DBR9     | GT1   | 336  | 11   | 6          |
| 2008 | BMS Scuderia Italia     | Matteo Malucelli Paolo Ruberti      | Ferrari F430 GT2      | GT2   | 318  | 22   | 2          |
| 2009 | BMS Scuderia Italia     | Matteo Malucelli Paolo Ruberti      | Ferrari F430 GT2      | GT2   | 327  | 19   | 2          |